# جاسان-غيوتيير
جاسان-غيوتيير (بالفرنسية: Jassans-Riottier)‏ هي بلدية فرنسية تقع في إقليم الآن في فرنسا. رمز إنسي لها هو:1194. أما الرمز البريدي لها فهو: 1480.